# Сан Чипријано д’Аверса
Сан Чипријано д'Аверса (итал. San Cipriano d'Aversa) је насеље у Италији у округу Казерта, региону Кампанија.
Према процени из 2011. у насељу је живело 13416 становника. Насеље се налази на надморској висини од 23 м.

## Становништво
| 1931. | 1936. | 1951. | 1961.  | 1971.  | 1981.  | 1991.  | 2001.  | 2011.  |
| ----- | ----- | ----- | ------ | ------ | ------ | ------ | ------ | ------ |
| 5.564 | 5.926 | 8.332 | 10.495 | 11.466 | 13.011 | 12.574 | 12.530 | 13.416 |